# Tahoka
La ville de Tahoka est le siège du comté de Lynn, dans l’État du Texas, aux États-Unis. Lors du recensement de 2010, elle comptait 2 673 habitants.

## Source
- (en) Cet article est partiellement ou en totalité issu de l’article de Wikipédia en anglais intitulé « Tahoka, Texas » (voir la liste des auteurs).